# Crosne (Essonne)
Crosne és un municipi francès, situat al departament de l'Essonne i a la regió de Illa de França. L'any 2007 tenia 9.094 habitants.
Forma part del cantó de Vigneux-sur-Seine i del districte d'Évry. I des del 2016 de la Comunitat d'aglomeració Val d'Yerres Val de Seine.

## Demografia

### Població
El 2007 la població de fet de Crosne era de 9.094 persones. Hi havia 3.437 famílies, de les quals 861 eren unipersonals (363 homes vivint sols i 498 dones vivint soles), 916 parelles sense fills, 1.320 parelles amb fills i 340 famílies monoparentals amb fills.
La població ha evolucionat segons el següent gràfic:
Habitants censats

### Habitatges
El 2007 hi havia 3.596 habitatges, 3.475 eren l'habitatge principal de la família, 24 eren segones residències i 97 estaven desocupats. 1.709 eren cases i 1.853 eren apartaments. Dels 3.475 habitatges principals, 2.506 estaven ocupats pels seus propietaris, 896 estaven llogats i ocupats pels llogaters i 73 estaven cedits a títol gratuït; 122 tenien una cambra, 329 en tenien dues, 842 en tenien tres, 1.102 en tenien quatre i 1.080 en tenien cinc o més. 2.818 habitatges disposaven pel capbaix d'una plaça de pàrquing. A 1.910 habitatges hi havia un automòbil i a 1.161 n'hi havia dos o més.

### Piràmide de població
La piràmide de població per edats i sexe el 2009 era:
| Homes | Edats   | Dones |
| ----- | ------- | ----- |
| 4     | 95 o +  | 4     |
| 0     | 90 a 94 | 56    |
| 32    | 85 a 89 | 60    |
| 24    | 80 a 84 | 52    |
| 84    | 75 a 79 | 120   |
| 96    | 70 a 74 | 104   |
| 120   | 65 a 69 | 160   |
| 148   | 60 a 64 | 128   |
| 212   | 55 a 59 | 248   |
| 328   | 50 a 54 | 344   |
| 316   | 45 a 49 | 296   |
| 288   | 40 a 44 | 396   |
| 284   | 35 a 39 | 248   |
| 348   | 30 a 34 | 324   |
| 300   | 25 a 29 | 360   |
| 268   | 20 a 24 | 220   |
| 292   | 15 a 19 | 240   |
| 324   | 10 a 14 | 220   |
| 264   | 5 a 9   | 292   |
| 228   | 0 a 4   | 236   |

## Economia
El 2007 la població en edat de treballar era de 6.188 persones, 4.657 eren actives i 1.531 eren inactives. De les 4.657 persones actives 4.291 estaven ocupades (2.137 homes i 2.154 dones) i 366 estaven aturades (191 homes i 175 dones). De les 1.531 persones inactives 441 estaven jubilades, 638 estaven estudiant i 452 estaven classificades com a «altres inactius».

### Ingressos
El 2009 a Crosne hi havia 3.401 unitats fiscals que integraven 8.765,5 persones, la mediana anual d'ingressos fiscals per persona era de 23.513 €.

### Activitats econòmiques
Dels 375 establiments que hi havia el 2007, 5 eren d'empreses alimentàries, 4 d'empreses de fabricació de material elèctric, 20 d'empreses de fabricació d'altres productes industrials, 75 d'empreses de construcció, 84 d'empreses de comerç i reparació d'automòbils, 25 d'empreses de transport, 12 d'empreses d'hostatgeria i restauració, 13 d'empreses d'informació i comunicació, 13 d'empreses financeres, 10 d'empreses immobiliàries, 42 d'empreses de serveis, 48 d'entitats de l'administració pública i 24 d'empreses classificades com a «altres activitats de serveis».
Dels 110 establiments de servei als particulars que hi havia el 2009, 1 era una oficina de correu, 2 oficines bancàries, 2 funeràries, 9 tallers de reparació d'automòbils i de material agrícola, 1 taller d'inspecció tècnica de vehicles, 1 autoescola, 7 paletes, 14 guixaires pintors, 9 fusteries, 14 lampisteries, 10 electricistes, 11 empreses de construcció, 9 perruqueries, 1 veterinari, 8 restaurants, 4 agències immobiliàries, 2 tintoreries i 5 salons de bellesa.
Dels 27 establiments comercials que hi havia el 2009, 1 era un hipermercat, 1 una gran superfície de material de bricolatge, 4 botiges de menys de 120 m², 4 fleques, 3 carnisseries, 4 llibreries, 2 botigues de roba, 1 una sabateria, 4 botigues de mobles, 2 perfumeries i 1 una joieria.

## Equipaments sanitaris i escolars
El 2009 hi havia 2 psiquiàtrics i 4 farmàcies.
El 2009 hi havia 2 escoles maternals i 2 escoles elementals. Crosne disposava d'un col·legi d'educació secundària amb 826 alumnes.

## Poblacions més properes
El següent diagrama mostra les poblacions més properes.